# So How Come (No One Loves Me)
"So How Come (No One Loves Me)" is een nummer van het Amerikaanse duo The Everly Brothers. Het nummer verscheen in oktober 1960 als de negende track op hun vierde studioalbum A Date with the Everly Brothers.

## Achtergrond
"So How Come (No One Loves Me)" is geschreven door het getrouwde koppel Felice en Boudleaux Bryant. Het nummer werd niet op single uitgebracht.
"So How Come (No One Loves Me)" is gecoverd door The Beatles, die het op 10 juli 1963 opnamen voor het BBC-radioprogramma Pop Go The Beatles. Dit programma werd op 23 juli uitgezonden. In 1994 verscheen deze versie op het album Live at the BBC. Ook werd het in 1962 opgenomen door Don Gibson, die het uitbracht als single en hiermee tot plaats 22 in de Amerikaanse countrylijst kwam.